# جيرالد وايت (لاعب كرة قدم أمريكية)
جيرالد وايت (بالإنجليزية: Gerald White)‏ هو لاعب كرة قدم أمريكية أمريكي، ولد في 9 ديسمبر 1964 في تيتوسفيل في الولايات المتحدة.

## وصلات خارجية
- جيرالد وايت على موقع مرجع كرة القدم المحترفة.كوم (الإنجليزية)